# Wierzchosław
Wierzchosław is een dorp in de Poolse woiwodschap West-Pommeren. De plaats maakt deel uit van de gemeente Goleniów en telt 230 inwoners.